# 6906 Johnmills
6906 Johnmills este un asteroid din centura principală, descoperit pe 19 noiembrie 1990, de Robert McNaught.